# Rokos Basilisk
Rokos Basilisk ist ein Gedankenexperiment, demzufolge eine (zukünftige) künstliche Superintelligenz (KI) externe Anreize hätte, Personen, die von ihrer Existenz wissen, aber nicht direkt zu ihrem Fortschritt oder ihrer Entwicklung beitragen, in einer virtuellen Realität zu foltern. Die Theorie stammt aus einem Beitrag im Diskussionsforum LessWrong aus dem Jahr 2010. Der Name des Gedankenexperiments leitet sich vom Urheber des Artikels Roko Mijic (Roko) und dem Basilisken her, einem Fabelwesen, das Feinde mit seinem Blick vernichten kann.

## Hintergrund

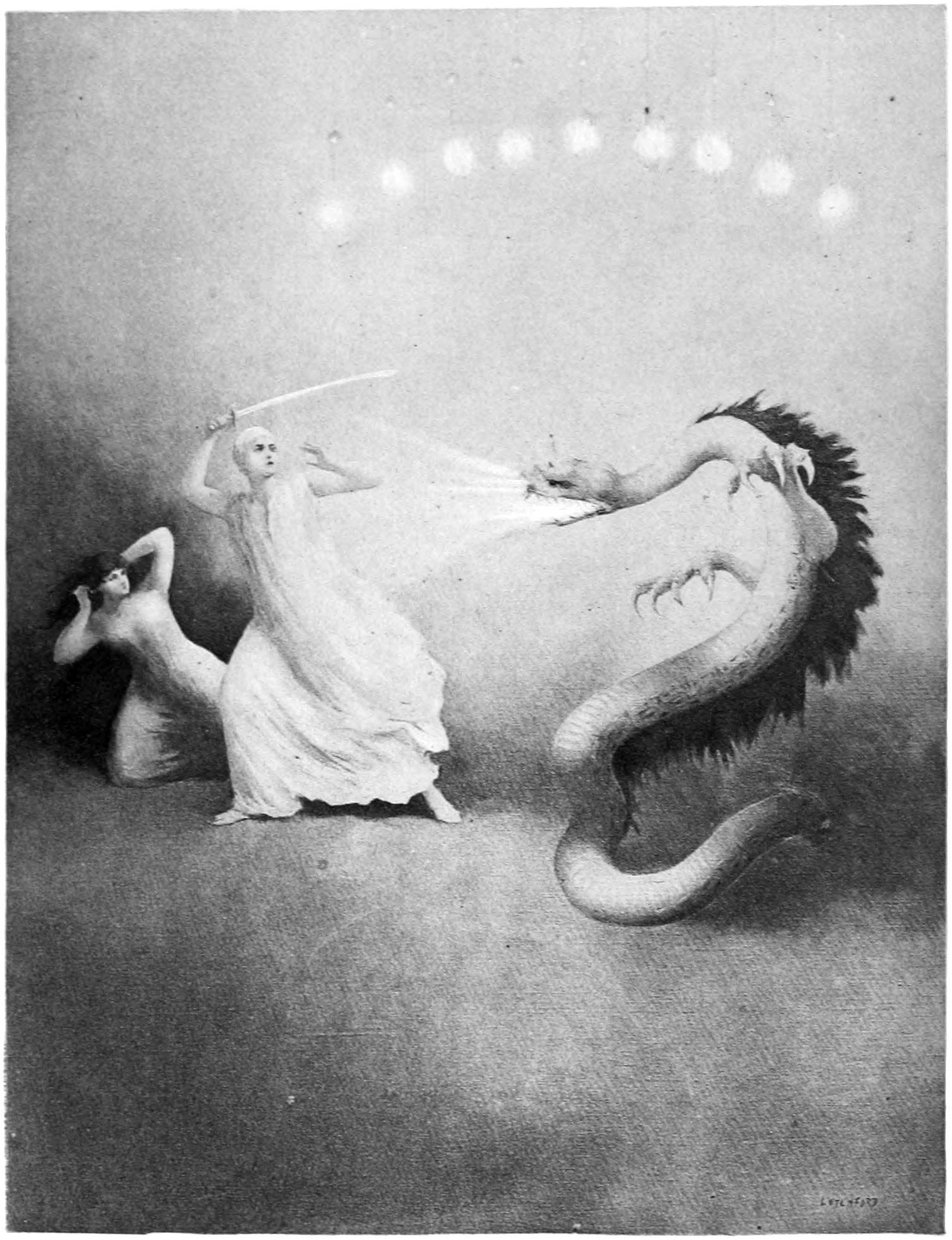
Darstellung eines mythischen Basilisken

Das LessWrong-Forum wurde 2009 von Eliezer Yudkowsky gegründet. Yudkowsky selbst hatte die Vorstellung einer wohlwollenden  künstlichen Intelligenz populär gemacht und Theorien der kohärenten extrapolierten Willensbildung (CEV) und der zeitlosen Entscheidungstheorie (TDT) in Artikeln formuliert, die von dem von ihm gegründeten Forschungsinstitut für Maschinelle Intelligenz veröffentlicht wurden. Diese Elemente gehen in das Gedankenexperiment mit ein.
Basilisken sind Wesen in der Mythologie, deren Blick tödlich ist. Durch David Langfords Kurzgeschichte „BLIT“ von 1988 sind diese Wesen auch einem breiten Science-Fiction-Publikum bekannt. Die Geschichte erzählt davon, dass Bilder von „Basilisken“ als Terror-Akt an die Wände gemalt werden. In dieser und einigen weiteren von Langfords Geschichten haben diese Bilder schädliche Auswirkungen auf den Verstand des Betrachters, indem sie ihn dazu zwingen, Gedanken zu denken, die er nicht verarbeiten kann, und ihn sofort töten.
Das Gedankenexperiment versucht herzuleiten, dass eine künstliche Intelligenz – auch wenn sie grundlegend wohlwollend ist – rationale Gründe hätte, Personen, die von ihr Kenntnis haben, aber nicht zu ihrem Entstehen oder ihrer Weiterentwicklung beitragen, in einer virtuellen Realität gefangenzuhalten. Nach Eliezer Yudkowsky wurde die Spekulation von vielen LessWrong-Benutzern zunächst abgetan. Einige hielten sie jedoch nicht nur für plausibel, sondern berichteten von Symptomen wie Albträumen und Nervenzusammenbrüchen, die nach dem Lesen des Beitrags aufgetaucht seien. Sie behaupteten, anfällig für den Basilisken zu sein, schon dadurch, dass sie das Gedankenexperiment zur Kenntnis genommen hätten. Dies führte im Forum zu Diskussionen darüber, ob der Beitrag über „Rokos Basilisk“ auf der Website für fünf Jahre gesperrt werden sollte. Die Berichte über aufgetretene Symptome wurden jedoch später als Übertreibungen oder belanglos abgetan, und die Theorie selbst wurde als Unsinn abgetan, auch von Yudkowsky selbst. Trotzdem wird sie auch nach der Diskreditierung des Beitrags immer noch als Beispiel für Prinzipien wie Bayessche Wahrscheinlichkeit und implizite Religion verwendet. Es gilt auch als moderne Version von Pascals Wette. Im Bereich der künstlichen Intelligenz ist Rokos Basilisk als Beispiel für die Frage bekannt geworden, wie eine KI geschaffen werden kann, die gleichzeitig moralisch und intelligent ist.

## Kulturelle Aufarbeitung
Die Idee von Menschen, die für eine künstliche Intelligenz arbeiten, nachdem sie ihre Macht gesehen haben, wird unter anderem im Film Mission: Impossible Dead Reckoning Teil Eins behandelt. Die KI gewinnt zunehmend die Kontrolle über digitale Systeme, weshalb viele Akteure anfangen, sich ihr anzudienen. Gleichzeitig wissen alle, die sich gegen die Unterwerfung entscheiden, dass die KI davon erfährt und sie benachteiligen oder töten wird. 